# NGC 5439
NGC 5439 (другие обозначения — UGC 8947, MCG 8-26-2, ZWG 247.3, KARA 609, IRAS14000+4632, PGC 49965) — галактика в созвездии Гончие Псы.
Этот объект входит в число перечисленных в оригинальной редакции «Нового общего каталога».